# Георг Велтц
Георг Велтц (на немски: Georg Weltz) е германски доктор и член на НСДАП. По време на нацисткия режим, участва в медицински експерименти, провеждани върху затворници от концентрационния лагер Дахау.

## Биография
Велтц изучава медицина в университетите в Йена, Кил, Кьонигсберг и Мюнхен. След успешното завършване на медицинското си образование през 1916 г. защитава тезата „Етиология на фиброзна предна коремна стена“. През Първата световна война е в санитарната служба, първо като младши лекар. От 1919 до 1936 г. работи в една от болниците в Мюнхен, първо като младши лекар, а след това и като рентгенолог. От 1936 г. е асистент в университета в Мюнхен и ръководител на Института по авиационна медицина, създаден под егидата на Луфтвафе. През 1937 г. става председател на Германското общество на радиатолозите. През 1937 г. той постъпва в нацистката партия, а през август 1939 г. се превръща в един от най-висшите здравни служители от медицинското обслужване на Луфтвафе.
Той е един от основните обвинени в т. нар. Докторски процес. Велтц е натоварен с извършването на експерименти върху хора в концентрационния лагер Дахау.
По нареждане на Луфтвафе, се проучва, когато пилот на вражески самолет, свален, катапултира от голяма височина и се приземява в леденостудена морска вода. По време на експеримента в концентрационния лагер Дахау е инсталирана камера, в която е възможно да се симулира свободно падане от височина 21 000 метра. От 200-те затворници, между 70 и 80 умират. Проучването на ефекта на хипотермията върху тялото е изследвано чрез потапяне на тялото на затворника в ледена вода. Заедно с Велтц по този случай са обвинени Ромберг и Руф.
Съдът не успява да докаже участието на Велтц, Руф и Ромберг в тези експерименти и в тази връзка те са оправдани.
След освобождаването си през 1952 г. става професор по рентгенова физиология в Мюнхенския университет.